# ホスエ・デポーラ
ホスエ・デポーラ（Josue De Paula, 2005年5月24日 - ）は、アメリカ合衆国ニューヨーク州ニューヨーク市ブルックリン区出身のプロ野球選手（外野手）。左投左打。MLBのロサンゼルス・ドジャース傘下所属。元NBA選手のステフォン・マーブリー、セバスチャン・テルフェアは二従兄にあたる。

## 経歴

### プロ入り前
アメリカ合衆国で生まれ育った後にドミニカ共和国へ渡り、野球アカデミーでトレーニングを積んだ。

### プロ入りとドジャース傘下時代
2022年1月15日にアマチュア・フリーエージェントでロサンゼルス・ドジャースと契約してプロ入り。傘下のルーキー級ドミニカン・サマーリーグ・ドジャースでプロデビューし、53試合に出場して打率.349、5本塁打、30打点を記録した。
2023年はA級ランチョクカモンガ・クエークスで74試合に出場して打率.284、2本塁打、40打点を記録した。
2024年のスプリングトレーニングでは、マイナーリーグの若手選手によるショーケース「スプリング・ブレイクアウト」に出場した。

## 詳細情報

### 表彰
MiLB
- オールスター・フューチャーズゲームMVP：1回（2025年）

### 記録
MiLB
- オールスター・フューチャーズゲーム選出：1回（2025年）